# Ōji
Ōji (jap. 王寺町 Ōji-chō) – miasto w Japonii, na wyspie Honsiu, w prefekturze Nara. Według danych na rok 2020 miejscowość zamieszkiwało 24 043 mieszkańców , a gęstość zaludnienia wyniosła 3429,8 os./km².